# Golfe de Messénie
 (janvier 2024).
Si vous disposez d'ouvrages ou d'articles de référence ou si vous connaissez des sites web de qualité traitant du thème abordé ici, merci de compléter l'article en donnant les références utiles à sa vérifiabilité et en les liant à la section « Notes et références ».
Le golfe de Messénie ou de Kolokythia (en grec moderne : Μεσσηνιακός Κόλπος, Messiniakós Kólpos) est un golfe de la mer Ionienne. 

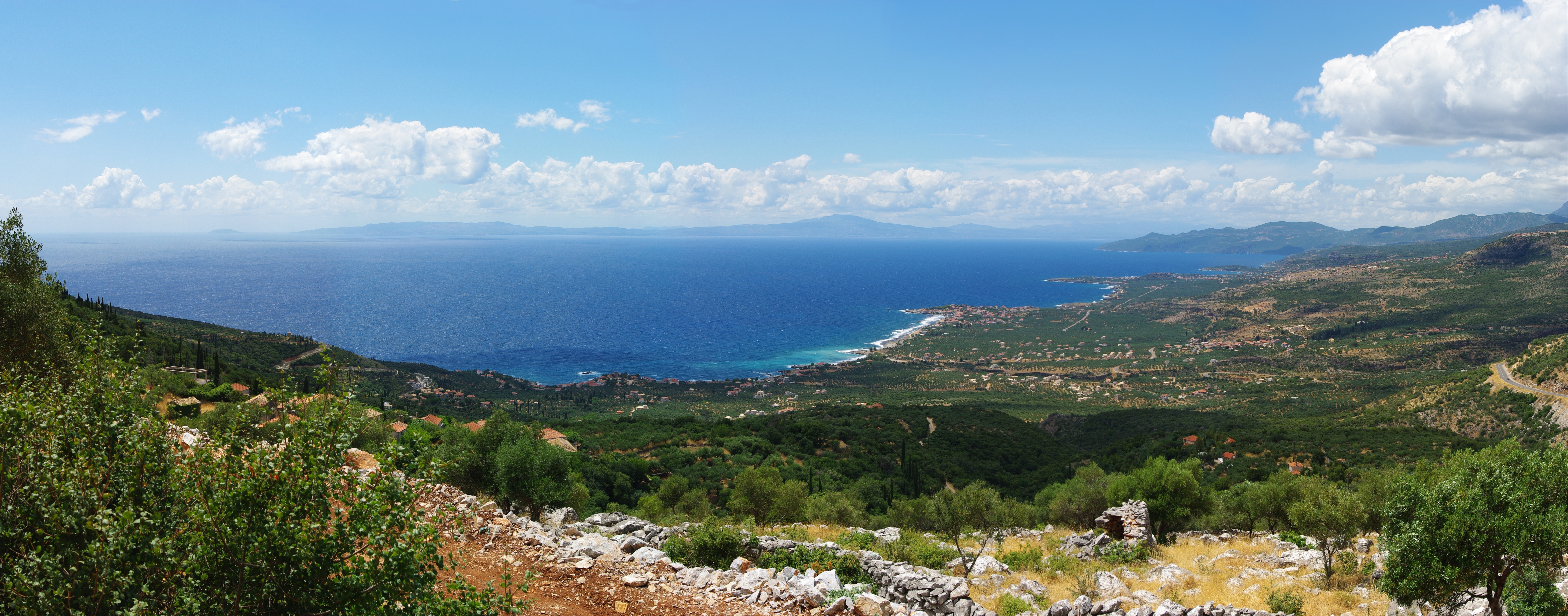
Le golfe de Messénie vu de la Magne.

Situé à l'extrême sud-ouest du Péloponnèse, il est formé à l'ouest la presqu'île qui termine la côte occidentale de la Messénie, avec le cap Akritas et l'île de Theganussa (ou Venetiko) à sa pointe méridionale, au nord par la plaine arrosé par la rivière Pamissos, non loin de laquelle se trouve la ville de Kalamata, chef-lieu du district régional. À l'est, le golfe est limité par la péninsule du Magne dominé par le mont Taygète, puis terminé par le cap Ténare.